# نرسیک ایسپیریان
نرسیک آقاسو ایسپیریان (ارمنی: Ներսիկ Աղասու Իսպիրյան؛ انگلیسی: Nersik Ispiryan؛ زادهٔ ۱۵ مهٔ ۱۹۶۳) یک خواننده سبک‌های میهن‌پرستانه، پاپ، فولکور اهل ارمنستان است.

## زندگی‌نامه
نرسیک ایسپیریان در ایروان، ارمنستان شوروی متولد شد. وی از «مدرسه شماره ۱۶۰» در ناحیه اربونی، ایروان فارغ‌التحصیل شد. وی در بین سال‌های ۱۹۸۶ تا ۱۹۹۲ زمانی که در کنسرواتوار دولتی کومیتاس ایروان تحصیل می‌کرد در گروه موسیقی فولکور «آکونک» (ارمنی: Ակունք) نیز خوانندگی می‌کرد. در میانه دهه ۱۹۹۰ به دلیل فشارهایی که از سوی دولت ملی‌گرای لوون تر-پتروسیان بر وی و سایر چهره‌های فدراسیون انقلابی ارمنی تحمیل می‌شد ایسپیریان مجبور شد در سال ۱۹۹۵ به ایالات متحده آمریکا نقل مکان کند.

## زندگی شخصی
نرسیک ایسپیریان متأهل است و صاحب دو دختر به نام‌های «آشخن» و «آنی» و یک پسر به نام «آرابو» است.

## جوایز و افتخارات
وی برندهٔ جوایزی همچون هنرمند افتخاری جمهوری ارمنستان(۲۰۱۱) شده است.

## حرفه موسیقی
نرسیک ایسپیریان خالق بیش از ۳۰ ترانه میهن‌پرستانه است. تعدادی ترانه‌های توسط وی خلق شده‌اند عبارتنداز:
- شجاعان ارمنی (Հայ քաջեր)
- دیروز یا زود باید برویم (Պիտի գնանք վաղ թե ուշ)
- در شیب کوهستان (Լեռան լանջին)
- عقاب، پرواز کن (Արծիվ, սլացի՛ր)
- سرزمین ارمنیان (Հայոց էրգիր)
- قاراباغ (Ղարաբաղ)
- من اهل موش هستم (Մշեցի եմ)
- میهن ارمنیان (Երկիր հայերնի)